# Katarzyna Borek
Katarzyna Borek (ur. 5 stycznia 1980 w Pucku) – polska pianistka, kompozytorka.

## Edukacja muzyczna
Naukę gry na fortepianie rozpoczęła w wieku sześciu lat pod kierunkiem matki oraz Mariusza Mańkowskiego w Państwowej Szkole Muzycznej I stopnia w Pucku, jednocześnie pobierając lekcje gry na skrzypcach w klasie Iwony Osuchowskiej-Sokołek. Następnie kontynuowała naukę w Państwowej Szkole Muzycznej I st. w Gdyni w klasie fortepianu Łucji Giedrojć i w klasie skrzypiec Barbary Schwarz. Przez kolejne 12 lat uczyła się pod kierunkiem znakomitej polskiej pianistki bułgarskiego pochodzenia – Katarzyny Popowej-Zydroń, uczęszczając początkowo do Ogólnokształcącej Szkoły Muzycznej w Gdańsku, a następnie do Szkoły Muzycznej II st. im. Fryderyka Chopina w Gdańsku Wrzeszczu, którą ukończyła z wyróżnieniem w 1999.
Studia muzyczne podjęła w Akademii Muzycznej im. Feliksa Nowowiejskiego w Bydgoszczy (w klasie K.Popowej-Zydroń), by dzięki stypendium Ministerstwa Kultury i Sztuki w Warszawie oraz Ministerstwa Wspólnoty Flamandzkiej w Belgii kontynuować je w Royal Flemish Conservatory of Music w Brukseli (w klasie Daniela Blumenthala). Uczelnię tę ukończyła z wyróżnieniem w 2007. Studiowała też w Hochschule für Musik, Theater und Medien Hannover w Hanowerze (specjalizacja – duet fortepianowy) pod kierunkiem pianistów z duetu Aglika Genova & Liuben Dimitrov.
Swoje umiejętności wykonawcze doskonaliła na kursach mistrzowskich pod kierunkiem takich znakomitości, jak Menahem Pressler, Dominique Merlet, Evgeny Moguilevsky, Lee Kum Sing, Andrzej Jasiński, Regina Smendzianka, Alexei Nasedkin, Daniel Pollack i Hans Leigraff.

## Nagrody
Nagrody w dziedzinie pianistyki:
- 1990 – I nagroda w Festiwalu Muzyki Słowiańskiej w Tczewie
- 1992 – III nagroda w Ogólnopolskim Konkursie Pianistycznym w Goleniowie
- 1993 – III nagroda w Międzynarodowym Konkursie im. Fryderyka Chopina w Szafarni
- 1994 – Ogólnopolski Konkurs im. Ignacego Jana Paderewskiego w Piotrkowie Trybunalskim:
  - I nagroda
  - Nagroda Specjalna za najlepsze wykonanie utworów Paderewskiego ufundowana przez Panią Paderewską Chrościcką
- 1995 – IV nagroda w Międzynarodowym Konkursie im. Fryderyka Chopina w Getyndze (Niemcy)
- 1996 – Międzynarodowy Konkurs im. Fryderyka Chopina w Moskwie:
  - V nagroda
  - nagroda za najlepsze wykonanie mazurków Chopina ufundowana przez prof. Barbarę Hesse – Bukowską
  - nagroda dla najlepszego reprezentanta Polski od Instytutu Kultury Polskiej w Moskwie
- 1997 – I nagroda w Ogólnopolskim Konkursie Muzyki Kameralnej we Wrocławiu
- 1998 – I nagroda w Ogólnopolskim Konkursie Pianistycznym w Warszawie
- 1998 – Festiwal Młodych Pianistów w Siedlcach:
  - Nagroda Główna
  - Nagroda Publiczności
  - Nagroda Specjalna ufundowana przez Prezesa Towarzystwa Chopinowskiego w Niemczech – prof. Macieja Łukaszczyka
- 1998 – Międzynarodowy Konkurs im. Ignacego Jana Paderewskiego w Bydgoszczy:
  - III nagroda
  - Nagroda Specjalna dla najlepszego reprezentanta Polski
  - nagroda za najlepsze wykonanie utworów Paderewskiego w tym Wariacji z Fugą es-moll
  - nagroda Fundacji prof. Reginy Smendzianki dla najlepszego reprezentanta Polski w finale
  - nagroda w postaci zaproszenia do udziału w kilku edycjach Festiwalu „Paderewski in Memoriam” w Warszawie
- 2005 – Finalistka Międzynarodowego Konkursu Pianistycznego im. Ferruccio Busoniego w Bolzano (Włochy)
- 2006 – Finalistka Międzynarodowego Konkursu Instrumentalnego „Rotary Club” w Gent (Belgia)

Inne nagrody:
- 1997 – Stypendium Artystyczne Ministra Kultury i Sztuki Warszawie za wybitne osiągnięcia artystyczne
- 1997 – została przyjęta do grona Stypendystów Krajowego Funduszu na Rzecz Dzieci
- 1998 – otrzymała Stypendium Ministra Kultury i Sztuki w Warszawie za wybitne osiągnięcia artystyczne
- 1998 – Nagroda Artystyczna Prezydenta Miasta Gdyni „Galion Gdyński” za wybitne osiągnięcia w dziedzinie muzyki
- 2009 – laureatka konkursu „Young New Talents 2009” w Belgii za projekt pt. „Chopin z wizualizacją”
- 2010 – Nagroda Ministra Kultury i Dziedzictwa Narodowego „Młoda Polska” na nagranie płyty z utworami Ignacego Jana Paderewskiego[4].
- 2011 – laureatka programu stypendialnego dla twórców kultury Wojewody Pomorskiego[5]
- 2012 – Nagroda Ministra Kultury i Dziedzictwa Narodowego „Młoda Polska”.
- 2014 – Nagroda „DOSKY” za najlepszą oprawę muzyczną spektaklu w sezonie 2013/2014 na Słowacji (Nitra), wspólnie z Wojciechem Orszewskim[6].

Źródło:.

## Koncerty
Występowała w kraju i za granicą: w Niemczech, Holandii, Belgii (m.in. w gmachu Parlamentu Europejskiego w Brukseli), we Francji, w Luksemburgu, we Włoszech, w Chorwacji (we Vratoslav Lisinski Concert Hall w Zagrzebiu), Rosji, na Ukrainie, w Rumunii, Chinach (Szanghaj, Pekin, Zhejiang), w Singapurze, Wietnamie, Peru i na Kubie. Współpracowała z wieloma wybitnymi artystami, w tym z jednym z najzdolniejszych polskich wiolonczelistów młodego pokolenia – Dominikiem Połońskim (m.in. na Międzynarodowym Festiwalu Eurofonii w Bukareszcie). W latach 1995–1998 koncertowała jako stypendystka Krajowego Funduszu na Rzecz Dzieci w Warszawie
Dała koncerty dla uświetnienia wielu prestiżowych wydarzeń, takich jak Międzynarodowy Szczyt Państw Unii Europejskiej, Ameryki Łacińskiej i Karaibów w Limie (Peru, 2008) oraz Światowa Wystawa Expo w Szanghaju (2010). Grała w prestiżowych salach: Shanghai Oriental Art Center, Hangzhou Grand Theatre, Dalian Grand Theatre oraz Symphony Stage of the Botanic Gardens i National Museum w Singapurze, w Filharmonii Narodowej i Zamku Królewskim w Warszawie oraz w filharmoniach Bałtyckiej w Gdańsku i Pomorskiej w Bydgoszczy.
W projekcie jazzowym Sławomira Jaskułke pt. „Chopin na 5 fortepianów” wystąpiła w Chinach (2010) w Changing Art Center, Peking University Centennial Hall oraz w Forbidden City Concert Hall w Pekinie oraz w Polsce na Artloop Festiwal w Sopocie (2011).
Ma na koncie występ w Teatrze Polskim we Wrocławiu podczas Gali Festiwalu Piosenki Aktorskiej – w przedstawieniu teatralnym „Rewolucyjna” w reżyserii Agaty Dudy – Gracz (2010). W duecie z Karoliną Piątkowską – Nowicką (skrzypce) wzięła udział w projekcie zatytułowanym „Chopin na fortepian, skrzypce i wizualizacje”, którym zainaugurowały Rok Chopinowski w Radio Gdańsk (2010), wystąpiły także podczas Festiwalu Kultury Polskiej w Luksemburgu, w Ambasadzie Polskiej w Pekinie oraz w Teatrze Muzycznym im. Danuty Baduszkowej w Gdyni. Recitalem w Centrum Paderewskiego Tarnów – Kąśna Dolna uświetniła obchody 70. rocznicy śmierci tego wybitnego polskiego pianisty i kompozytora.
Była uczestniczką kilku festiwali muzycznych: Międzynarodowym Festiwalu Paderewski in Memoriam w Warszawie, w Międzynarodowym Festiwal im. F. Busoniego w Bolzano, Festiwal Pianistyki Polskiej w Słupsku, Festiwalu „Chopin Opera Omnia” w Filharmonii Bałtyckiej w Gdańsku, VII Europejskim Festiwal Muzycznym w Otwocku oraz Festiwalu „Chopin Open” w Operze Narodowej w Warszawie (2010).

## Nagrania
Jej występy zostały utrwalone przez Rozgłośnię Regionalną Polskiego Radia w Gdańsku – Radio Gdańsk SA, Polskie Radio Pomorza i Kujaw (Radio PiK), Polskie Radio Program II, Brytyjską Korporację Nadawczą (BBC) oraz TVP Gdańsk i TVP Polonia.
W 2011 wytwórnia Subito Records wydała jej debiutancką płytę „Ignacy Jan Paderewski – Works For Piano Solo”, na której znalazły się Menuet G-dur z cyklu „Humoresques de Concert” op. 14, Burleska z cyklu „Humoresques de Concert” op.14, Legenda As-dur z cyklu „Miscellanea” op.16, Polonez H-dur op.9 z cyklu „Tańce polskie”, Nokturn B-dur z cyklu „Miscellanea” op.16 oraz Wariacje i fuga es moll op.23.
W 2013 podjęła współpracę z jedną z czołowych wytwórni fonograficznych: Warner Classics. W 2014 owocem tej współpracy stała się płyta CLASSICA & ELECTRONICA – „Tempus Fantasy” stworzyła wspólnie z producentem Vojto Monteur Wojciechem Orszewskim. Projekt jest fuzją klasycznej muzyki fortepianowej improwizowanej z nowoczesną elektroniką.
W maju 2016 ukazał się solowy album Katarzyny Borek „Space in Between” zawierający nagrania ulubionych kompozytorów artystki, które poddała własnej interpretacji, a przerwy pomiędzy utworami wypełniła dźwiękami kosmosu zarejestrowanymi przez sondę międzyplanetarną Voyager 1 udostępnionymi na stronach amerykańskiej agencji kosmicznej NASA. Swój wybór uzupełniła o własną kompozycję „Planet X”. Płytę wydała w limitowanym nakładzie oficyna Leszka Możdżera – BITTT Records.